# Boursinia
Boursinia là một chi bướm đêm thuộc họ Noctuidae.